# Beryl Penrose
Beryl Penrose épouse Collier, née le 22 décembre 1930 à Sydney et morte le 23 juin 2021, est une joueuse de tennis australienne des années 1950.
Elle s'est principalement illustrée aux Championnats d'Australie où elle s'est imposée à quatre reprises en simple, double dames et double mixte. En 1955, elle a réalise ainsi le doublé, en simple (contre Thelma Coyne Long en finale) et en double dames (aux côtés de Mary Bevis Hawton).

## Palmarès (partiel)

### Titre en simple dames
| No | Date       | Nom et lieu du tournoi             | Catégorie | Surface      | Finaliste         | Score    |          |
| -- | ---------- | ---------------------------------- | --------- | ------------ | ----------------- | -------- | -------- |
| 1  | 21/01/1955 | Australian Championships, Adélaïde | G. Chelem | Gazon (ext.) | Thelma Coyne Long | 6-4, 6-3 | Parcours |

### Titres en double dames
| No | Date       | Nom et lieu du tournoi            | Catégorie | Surface      | Partenaire        | Finalistes                          | Score    |          |
| -- | ---------- | --------------------------------- | --------- | ------------ | ----------------- | ----------------------------------- | -------- | -------- |
| 1  | 23/01/1954 | Australian Championships Sydney   | G. Chelem | Gazon (ext.) | Mary Bevis Hawton | Hazel Redick-Smith Julia Wipplinger | 6-3, 8-6 | Parcours |
| 2  | 21/01/1955 | Australian Championships Adélaïde | G. Chelem | Gazon (ext.) | Mary Bevis Hawton | Nell Hall Hopman Gwen Thiele        | 7-5, 6-1 | Parcours |

### Finales en double dames
| No | Date       | Nom et lieu du tournoi                      | Catégorie | Surface      | Vainqueures                         | Partenaire          | Score         |          |
| -- | ---------- | ------------------------------------------- | --------- | ------------ | ----------------------------------- | ------------------- | ------------- | -------- |
| 1  | 13/11/1952 | New South Wales Championships Sydney        |           | Gazon (ext.) | Maureen Connolly Julia Sampson      | Mary Bevis Hawton   | 4-6, 6-2, 6-1 |          |
| 2  | 08/01/1953 | Australian Championships Melbourne          | G. Chelem | Gazon (ext.) | Maureen Connolly Julia Sampson      | Mary Bevis Hawton   | 6-4, 6-2      | Parcours |
| 3  | 1955       | Internationaux d'Italie Rome                |           | Terre (ext.) | Christiane Mercelis Pat Ward        | Fay Muller          | 6-4, 10-8     |          |
| 4  | 20/01/1956 | Australian Championships Brisbane           | G. Chelem | Gazon (ext.) | Mary Bevis Hawton Thelma Coyne Long | Mary Carter Reitano | 6-2, 5-7, 9-7 | Parcours |
| 5  | 16/10/1961 | Australian Hardcourt Championships Rockdale |           | Terre (ext.) | Robyn Ebbern Margaret Smith Court   | Dawn Robberds       | 6-3, 6-0      | Parcours |

### Titre en double mixte
| No | Date       | Nom et lieu du tournoi            | Catégorie | Surface      | Partenaire   | Finalistes                    | Score    |          |
| -- | ---------- | --------------------------------- | --------- | ------------ | ------------ | ----------------------------- | -------- | -------- |
| 1  | 20/01/1956 | Australian Championships Brisbane | G. Chelem | Gazon (ext.) | Neale Fraser | Mary Bevis Hawton Roy Emerson | 6-2, 6-4 | Parcours |

### Finales en double mixte
| No | Date       | Nom et lieu du tournoi          | Catégorie | Surface      | Vainqueures                   | Partenaire    | Score         |          |
| -- | ---------- | ------------------------------- | --------- | ------------ | ----------------------------- | ------------- | ------------- | -------- |
| 1  | 23/01/1954 | Australian Championships Sydney | G. Chelem | Gazon (ext.) | Thelma Coyne Long Rex Hartwig | John Bromwich | 4-6, 6-1, 6-2 | Parcours |
| 2  | 1955       | Internationaux d'Italie Rome    |           | Terre (ext.) | Pat Ward Enrique Morea        | Mervyn Rose   | Forfait       |          |

## Parcours en Grand Chelem (partiel)
Si l’expression « Grand Chelem » désigne classiquement les quatre tournois les plus importants de l’histoire du tennis, elle n'est utilisée pour la première fois qu'en 1933, et n'acquiert la plénitude de son sens que peu à peu à partir des années 1950.

### En simple dames
| Année | Championnat d'Australie | Championnat d'Australie | Internationaux de France | Internationaux de France | Wimbledon      | Wimbledon       | US National | US National |
| ----- | ----------------------- | ----------------------- | ------------------------ | ------------------------ | -------------- | --------------- | ----------- | ----------- |
| 1950  | 1er tour (1/16)         | Carmen Borelli          | -                        | -                        | -              | -               | -           | -           |
| 1951  | 1/4 de finale           | Nancye Wynne            | -                        | -                        | 2e tour (1/32) | Zsuzsa Körmöczy | -           | -           |
| 1952  | 1/4 de finale           | Helen Angwin            | 3e tour (1/8)            | Dorothy Head             | 3e tour (1/16) | Louise Brough   | -           | -           |
| 1953  | 1/4 de finale           | Julia Sampson           | -                        | -                        | -              | -               | -           | -           |
| 1954  | 2e tour (1/8)           | Loris Nichols           | -                        | -                        | -              | -               | -           | -           |
| 1955  | Victoire                | Thelma Coyne            | 1/4 de finale            | Heather Segal            | 1/4 de finale  | Louise Brough   | -           | -           |
| 1956  | 1/4 de finale           | Daphne Seeney           | -                        | -                        | -              | -               | -           | -           |
| 1957  | 1/2 finale              | Shirley Fry             | -                        | -                        | -              | -               | -           | -           |

À droite du résultat, l’ultime adversaire.

### En double dames
| Année | Championnat d'Australie      | Championnat d'Australie    | Internationaux de France  | Internationaux de France | Wimbledon                  | Wimbledon                | US National | US National |
| ----- | ---------------------------- | -------------------------- | ------------------------- | ------------------------ | -------------------------- | ------------------------ | ----------- | ----------- |
| 1950  | 1er tour (1/8) P. Southcombe | Chamberlain S. Jackson     | -                         | -                        | -                          | -                        | -           | -           |
| 1951  | 1/2 finale Nell Hall         | Joyce Fitch Mary Bevis     | -                         | -                        | -                          | -                        | -           | -           |
| 1952  | 1/2 finale Nell Hall         | A. Burton Mary Bevis       | 1er tour (1/16) Nell Hall | J. Boutin S. Pannetier   | 2e tour (1/16) Glenda Love | H. Fletcher Jean Walker  | -           | -           |
| 1953  | Finale Mary Bevis            | M. Connolly Julia Sampson  | -                         | -                        | -                          | -                        | -           | -           |
| 1954  | Victoire Mary Bevis          | Hazel Redick J. Wipplinger | -                         | -                        | -                          | -                        | -           | -           |
| 1955  | Victoire Mary Bevis          | Nell Hall Gwen Thiele      | 1/2 finale Mary Carter    | S. Bloomer Pat Ward      | 3e tour (1/8) Mary Carter  | Dora Kilian Hazel Redick | -           | -           |
| 1956  | Finale Mary Carter           | Mary Bevis Thelma Coyne    | -                         | -                        | -                          | -                        | -           | -           |
| 1957  | 1/2 finale Mary Carter       | Mary Bevis Fay Muller      | -                         | -                        | -                          | -                        | -           | -           |

Sous le résultat, la partenaire ; à droite, l’ultime équipe adverse.

### En double mixte
| Année | Championnat d'Australie     | Championnat d'Australie  | Internationaux de France | Internationaux de France   | Wimbledon | Wimbledon | US National | US National |
| ----- | --------------------------- | ------------------------ | ------------------------ | -------------------------- | --------- | --------- | ----------- | ----------- |
| 1952  | 1/4 de finale C. Wilderspin | Gwen Thiele Tom Warhurst | 1/2 finale Mervyn Rose   | Shirley Fry Eric Sturgess  | -         | -         | -           | -           |
| 1954  | Finale John Bromwich        | Thelma Coyne Rex Hartwig | -                        | -                          | -         | -         | -           | -           |
| 1955  | 1/4 de finale Tom Warhurst  | Gwen Thiele Brian Bowman | 1/2 finale Worthington   | Darlene Hard Gordon Forbes | -         | -         | -           | -           |
| 1956  | Victoire Neale Fraser       | Mary Bevis Roy Emerson   | -                        | -                          | -         | -         | -           | -           |

Sous le résultat, le partenaire ; à droite, l’ultime équipe adverse.